# RMB (groupe)
Pour les articles homonymes, voir RMB.
RMB est un groupe allemand de rave, originaire de Düsseldorf, actif entre 1992 et 2006. Le nom est dérivé des initiales de Rolf Maier-Bode (né le 6 mars 1974 à Berlin), qui a fondé le projet avec Farid Gharadjedaghi (né le 26 mai 1974 à Téhéran) au début des années 1990.

## Histoire
Avant RMB, Maier-Bode produisait déjà de la musique. En 1993, il enregistre deux EP sous le nom de RMB Trax pour le label Adam and Eve, dont Farid Gharadjedaghi était le manager. Par l'intermédiaire de Gharadjedaghi, Maier-Bode rejoint le label Le Petit Prince pour lequel Gharadjedaghi travaillait également. En 1994, le premier single produit en commun, Redemption, sort sur Low Spirit, le label techno le plus populaire d'Allemagne à l'époque.
Le premier album This World is Yours (qui inclut les morceaux Redemption, Love is an Ocean, Experience et Passport to Heaven) sort en 1995 et est plutôt du genre rave, tandis que le deuxième album Widescreen (qui inclut les morceaux Spring, Reality, Shadows et Break the Silence), sort en 1998, contenait surtout des morceaux du domaine de la trance. Les deux albums avaient en commun le fait que leurs morceaux se caractérisaient par des superpositions rythmiques de voix et l'utilisation inhabituelle de samples arrangés avec les sons d'instruments classiques (flûte de Pan, ensemble de cordes, piano). Les fans apprécient également la grande diversité des variations musicales : la musique allait de la techno hardcore (The Place to Be) à l'ambient (Anyway, Everything) en passant par la techno (Fighting for a Fine Place), la trance (Spring, Reality), le happy hardcore (Experience, Chakka Chakka) et le breakbeat (No Women No Kids).
Après l'album Widescreen, le label propre à RMB, Various Music Recordings, est créé avec les sous-labels Various Silver et Various Delight. En juin 2000, les deux musiciens passent au label Polydor Zeitgeist.
En 2001, ils sortent leur troisième album Mission Horizon, qui rompait avec le style des albums précédents et contenait essentiellement plus d'influences du domaine de la house (Reflections). Maier-Bode et Gharadjedaghi ont ainsi développé les structures ambient pour créer une nouvelle œuvre importante pour le projet : Zeitwand. Pour la première fois dans l'histoire du groupe, un morceau reçoit un nom allemand. Il était également frappant de constater qu'une multitude de niveaux sonores étaient utilisés pour une structure harmoniquement simple. L'album Mission Horizon 2.0 suit en 2002 en tant que réédition de la première version qui, au lieu d'Open Eyes, contient Redemption 2.0, un remix du single sorti en 1994. La vidéo correspondante montrait des scènes d'un court-métrage de Martin Weisz, LA. (60 Seconds), qui a également été diffusé dans de nombreux festivals. En 2003, RMB and Friends - A Tribute to Ten Years RMB est publié, une compilation de nombreux remixes de titres précédemment publiés. Des artistes comme Blank and Jones, Ramon Zenker, WestBam, DJ Tomcraft, Talla 2XLC, Terry Lee Brown Jr., Klaus Jankuhn, Sharam Jey et bien d'autres y ont participé.
En 2004 et 2005, RMB sortent encore quelques disques sur son propre label Silver/Various, mais uniquement en vinyle et en téléchargement en ligne. Il s'agit notamment des doubles singles Feel the Flame/Touch the Sky, Gangster/Killer et April/Beauty of Simplicity. Evolution, le dernier album, dont le style est un mélange de trance et de breakbeat, n'est pas sorti en CD comme prévu, mais a été publié uniquement en téléchargement en ligne le 1er mai 2009.
Le groupe s'était auparavant séparé en 2006 après avoir donné ses dernières représentations à Nature One et Goliath. Rolf Maier-Bode et Farid Gharadjedaghi produisent depuis lors de la musique en solo.

## Discographie
- 1995 : This World is Yours (19e place des charts allemands[2])
- 1998 : Widescreen
- 2001 : Mission Horizon
- 2003 : A Tribute to RMB